# 2001-es magyar teniszbajnokság
A 2001-es magyar teniszbajnokság a százkettedik magyar bajnokság volt. A bajnokságot szeptember 24. és 30. között rendezték meg Budaörsön, a Budaörsi Teniszcentrumban.

## Eredmények
| Versenyszám  | Arany                                                 | Arany | Ezüst                                                | Ezüst | Bronz                                                                                           | Bronz |
| ------------ | ----------------------------------------------------- | ----- | ---------------------------------------------------- | ----- | ----------------------------------------------------------------------------------------------- | ----- |
| Férfi egyéni | Bardóczky Kornél BSE                                  |       | Kisgyörgy Gergely IDOM Team 2000 TSE                 |       | Jancsó Miklós Hód TCTatár Zsolt Vasas SC                                                        |       |
| Női egyéni   | Németh Virág Zalaegerszegi TE                         |       | Berecz-Szatmári Boglárka BSE                         |       | Fodor Zsuzsa Vasas SCPócza Barbara Győri TC                                                     |       |
| Férfi páros  | Bardóczky Kornél, Nagy Zoltán BSE, IDOM Team 2000 TSE |       | Balázs György, Hornok Miklós Építők TC               |       | Böröczky Zoltán, Kiss Sebő LRI-Malév SC, Építők TCTajta Ákos, Káplán Krisztián Sopron TK        |       |
| Női páros    | Németh Tünde, Németh Virág Zalaegerszegi TE           |       | Fodor Zsuzsa, Berecz-Szatmári Boglárka Vasas SC, BSE |       | Csordás Beatrix, Csordás Ildikó Tálentum TCMagas Dóra, Orlay Barbara Vasas SC, Zalaegerszegi TE |       |